# 울산공항
울산공항(蔚山空港, 영어: Ulsan Airport, IATA: USN, ICAO: RKPU)은 울산광역시 북구 송정동에 있는 공항으로 국내의 민간 여객 공항 중 최단 길이(2km)의 활주로를 보유하고 있다.

## 역사
울산광역시가 특정 공업지구로 지정된 후 왕래객이 급증하자 이에 따른 교통 불편 해소를 위하여 건설되었고 이후 1969년 6억원의 예산을 투입하면서 공사가 시작되었으며 1970년에 처음으로 서울로 향하는 대한항공의 항공편이 취항하였다. 
그리고 1971년에 개설된 고속버스 노선으로 인해 한때 이용객 감소로 폐쇄되기도 했으나 1984년에 여객기 운행이 재개되었고 1993년 2월 대한항공이 제주행 노선을 취항한 뒤 같은 해 5월에는 아시아나항공이 제주행 노선을 취항했으나 단항되면서 현재 울산발 제주행 노선을 운영하는 항공사는 대한항공이 유일하다. 
2011년 10월 1일 에어택시 항공사인 이스트아시아에어라인이 울산 ~ 양양과 울산 ~ 제주 노선을 취항하여 운항했다가 적자 누적으로 양양 노선은 2011년 12월 31일에 중단되었고 이후 제주 노선도 2012년 2월 29일 운항이 중단되었으며 거기에다가 2010년 11월 1일 KTX 울산역이 개통되면서 고속열차 쪽으로 수요가 크게 분산되어 이용률이 갈 수록 하락하고 있다. 
울산역이 외곽지인 울주군 삼남면에 있음에도 인기가 높아 울산공항으로 운항하는 김포행 여객기 편성이 대거 감축되는 등 큰 타격을 입기도 했고 2017년 10월 저가항공사인 제주항공이 임시 취항한 뒤 11월 에어부산이 취항함과 동시에 아시아나항공이 단항했으며 울산광역시는 에어부산에 취항에 따른 이용객 증가로 울산공항이 활성화될 것으로 예상했다.
그리고 2019년 12월 12일 하이에어가 울산발 김포 노선을 신규 취항했으나 2023년 3월 26일 에어부산이 울산발 운항을 전면 중단한 뒤 진에어가 울산발 김포 노선을 취항했으며 그로부터 약 반년 뒤인 9월 1일 하이에어마저 경영난을 견디지 못하고 운항을 전면 중단했다.

## 연혁
- 1970년 11월 울산비행장 개항, 대한항공 울산 ~ 대구 ~ 서울 노선 취항.
- 1973년 01월 휴항.
- 1984년 07월 대한항공 울산 ~ 서울 노선 재취항.
- 1990년 06월 한국공항공사 인수 운영.
- 1992년 03월 아시아나항공 울산 ~ 김포노선 취항.
- 1993년 02월 대한항공 울산 ~ 제주노선 취항.
- 1993년 05월 아시아나항공 울산 ~ 제주노선 취항.
- 1995년 09월 활주로 확장 공사에 따라 운항 일시 중단.
- 1995년 12월 항공기 재취항.
- 1997년 12월 여객청사 신축 이전.
- 2002년 03월 한국공항공사 울산지사 설립.
- 2003년 ~ 2007년 공항 확장.
- 2004년 12월 06일 아시아나항공 울산 ~ 제주 노선 운항 중단.
- 2011년 10월 01일 이스트아시아에어라인 울산 ~ 제주, 울산 ~ 양양 취항.
- 2011년 12월 31일 이스트아시아에어라인 울산 ~ 양양 노선 운항 중단.
- 2012년 02월 29일 이스트아시아에어라인 울산 ~ 제주 노선 운항 중단.
- 2017년 10월 18일 제주항공 울산 ~ 제주, 울산~ 김포 노선 임시 운항.
- 2017년 10월 28일 제주항공 울산 ~ 제주, 울산~ 김포 노선 임시 운항 중단.
- 2017년 11월 29일 아시아나항공 울산 ~ 김포 노선 운항 중단.
- 2017년 11월 30일 에어부산 울산 ~ 제주, 울산 ~ 김포 노선 신규취항. 서울(김포) 노선만 아시아나항공과 공동운항 시작.
- 2018년 05월 01일 제주항공 울산 ~ 제주, 울산 ~ 김포 노선 임시 운항.
- 2018년 06월 30일 제주항공 울산 ~ 제주, 울산 ~ 김포 노선 임시 운항 중단.
- 2019년 12월 12일 하이에어 울산 ~ 김포 노선 신규취항
- 2023년 03월 26일 에어부산 울산 ~ 제주, 울산 ~ 김포 노선 운항 중단.
- 2023년 03월 26일 진에어 울산 ~ 김포 노선 취항.
- 2023년 09월 30일 하이에어 운항 중단.
- 2024년 03월 30일 진에어 울산 ~ 제주 노선 취항.
- 2025년 03월 05일 진에어 울산 ~ 김포, 울산 ~ 제주 노선 운항 중단.
- 2025년 03월 26일 진에어 울산 ~ 김포, 울산 ~ 제주 노선 운항.
- 2025년 07월 11일 에어부산 울산 ~ 제주 취항.

## 운항 노선
| 항공사   | 목적지           |
| -------- | ---------------- |
| 대한항공 | 서울(김포), 제주 |
| 진에어   | 서울(김포), 제주 |
| 에어부산 | 제주             |

## 이용객 추이
| 연도       | 1997년    | 1998년    | 1999년    | 2000년    | 2001년    | 2002년    | 2003년    | 2004년    | 2005년    | 2006년    |
| ---------- | --------- | --------- | --------- | --------- | --------- | --------- | --------- | --------- | --------- | --------- |
| 운항(편수) | 15,392    | 14,185    | 12,516    | 13,302    | 12,629    | 12,708    | 13,497    | 13,444    | 11,002    | 10,150    |
| 여객 (명)  | 1,691,279 | 1,205,112 | 1,285,591 | 1,377,000 | 1,387,574 | 1,383,733 | 1,395,326 | 1,380,788 | 1,222,110 | 1,200,072 |
| 연도       | 2007년    | 2008년    | 2009년    | 2010년    | 2011년    | 2012년    | 2013년    | 2014년    | 2015년    | 2016년    |
| 운항(편수) | 9,353     | 9,452     | 9,189     | 8,632     | 6,115     | 5,471     | 4,977     | 4,864     | 5,019     | 4,891     |
| 여객 (명)  | 1,207,740 | 1,130,634 | 1,013,237 | 980,887   | 594,932   | 519,849   | 473,276   | 457,060   | 561,411   | 545,321   |
| 연도       | 2017년    | 2018년    | 2019년    | 2020년    | 2021년    | 2022년    |           |           |           |           |
| 운항(편수) | 5,337     | 7,189     | 6,612     | 4,930     | 7,441     | 6,235     |           |           |           |           |
| 여객 (명)  | 571,429   | 817,341   | 786,739   | 554,357   | 888,584   | 799,726   |           |           |           |           |

- 2003년 연간 139만명을 최고점으로, 2004년부터 이용객 하락 추세가 이어져 2013년에 이용객수가 40만명 대로 감소했다.
- KTX 울산역 영업 이전까지는 소요시간 면에서 다른 교통 수단들을 압도해 왔지만, 울산역 영업 개시 이후 울산공항 이용객이 2009년에 비하여 33.9% 급감하였다.[5] 이러한 상황을 역전시키기 위해 현재 대한항공이 주 2회 취항 중인 제주행 노선을 아시아나항공도 추가 취항하는 방안을 마련하고 있으며, 주차료도 절반으로 인하하는 등의 자구책을 고심하고 있다.[6]
- 2015년 이용실적이 전년대비 20%가량 증가하여 3년만에 이용객 연간 50만명을 돌파하였는데 이는 포항공항 일시폐쇄에 따른 요인이라는 분석이다.
- 2018년 이용실적의 대폭 향상은 에어부산의 울산-제주 운항 및 제주 노선 증편에 따른 결과이다.

## 사건사고
- 1998년 9월 30일 승객과 승무원 148명을 태우고 김포국제공항을 출발한 대한항공 1603편이 울산공항 도착 후 착륙하던 도중 빗물에 미끄러지면서 활주로를 150m 가량 이탈하는 사고가 발생했지만 3명이 부상을 입었을 뿐 사망자는 단 1명도 없었다.

- 2022년 10월 13일 울진비행훈련원에서 출발한 한국항공대학교 소속 세스나 172 경비행기가 울산공항에 추락하면서 경비행기에 탑승한 20대 훈련생 이미희씨가 중상을 입고 의식과 호흡이 없는 상태에서 울산대학교병원으로 이송되었으나 사고 발생 12시간만인 밤 11시 50분 사망했다.